# 玫瑰圣母小堂 (锡耶纳)
43°18′46″N 11°19′38″E / 43.312845°N 11.327327°E
玫瑰圣母小堂（Cappella della Madonna del Rosario）是意大利中部城市锡耶纳的一座教堂，位于蜗牛区，介于圣马可街（via San Marco）与戴安娜街（via della Diana）之间。
该堂由蜗牛区建于1655年至1656年。1722年到1725年，蜗牛区出资修复并扩建该堂，建成壮观的后期巴洛克式的立面。
这座教堂，立面的上层装饰着褪色的壁画圣母子。1820年该堂被世俗化，随后被蜗牛区放弃。近年来又恢复使用，用于在赛马节期间为参赛马匹祝福。